# Low Cost Rail
Low Cost Rail es una operadora ferroviaria  española, fundamentalmente dedicada al transporte de mercancías, contando también con licencia para el transporte de viajeros, y un centro de formación ferroviaria. 

## Historia
Fue fundada en el año 2016, dedicándose en un primer momento a impartir cursos de formación ferroviaria, siendo un centro homologado por la AESF.
En septiembre de 2016, coincidiendo con el comienzo del primer curso de formación de maquinistas de su centro, la compañía recibió la licencia de empresa ferroviaria para el transporte de mercancías y viajeros. En marzo de 2017 recibió el certificado de seguridad, iniciando en ese mismo mes las circulaciones. Su primer tren consistió en un traslado de cisternas reparadas en Alcázar de San Juan.
Desde entonces, han ido incrementando los tráficos paulatinamente, especializándose principalmente en tráficos de contenedores dentro de los principales corredores ferroviarios que tienen como puntos de origen o destino el puerto de Valencia y la terminal de Silla, las distintas terminales situadas en el contorno de Madrid (Vicálvaro-Mercancías, Puerto seco de Coslada o Puerto seco de Azuqueca de Henares), Zaragoza (terminales de PLAZA y Corbera Alta), Sevilla, puerto de Bilbao, Barcelona o Algeciras. También ha realizado servicios regulares fuera de la red de destinos principales, como el prestado hasta el puerto de Málaga en 2019, o el servicio de contenedores frigoríficos que realizaba entre Vigo, Azuqueca de Henares y Zaragoza.
No presta servicios de viajeros, salvo los realizados puntualmente en colaboración con la AAFM para viajes con material histórico, proporcionando la tracción a los coches preservados por la asociación.

## Material rodante

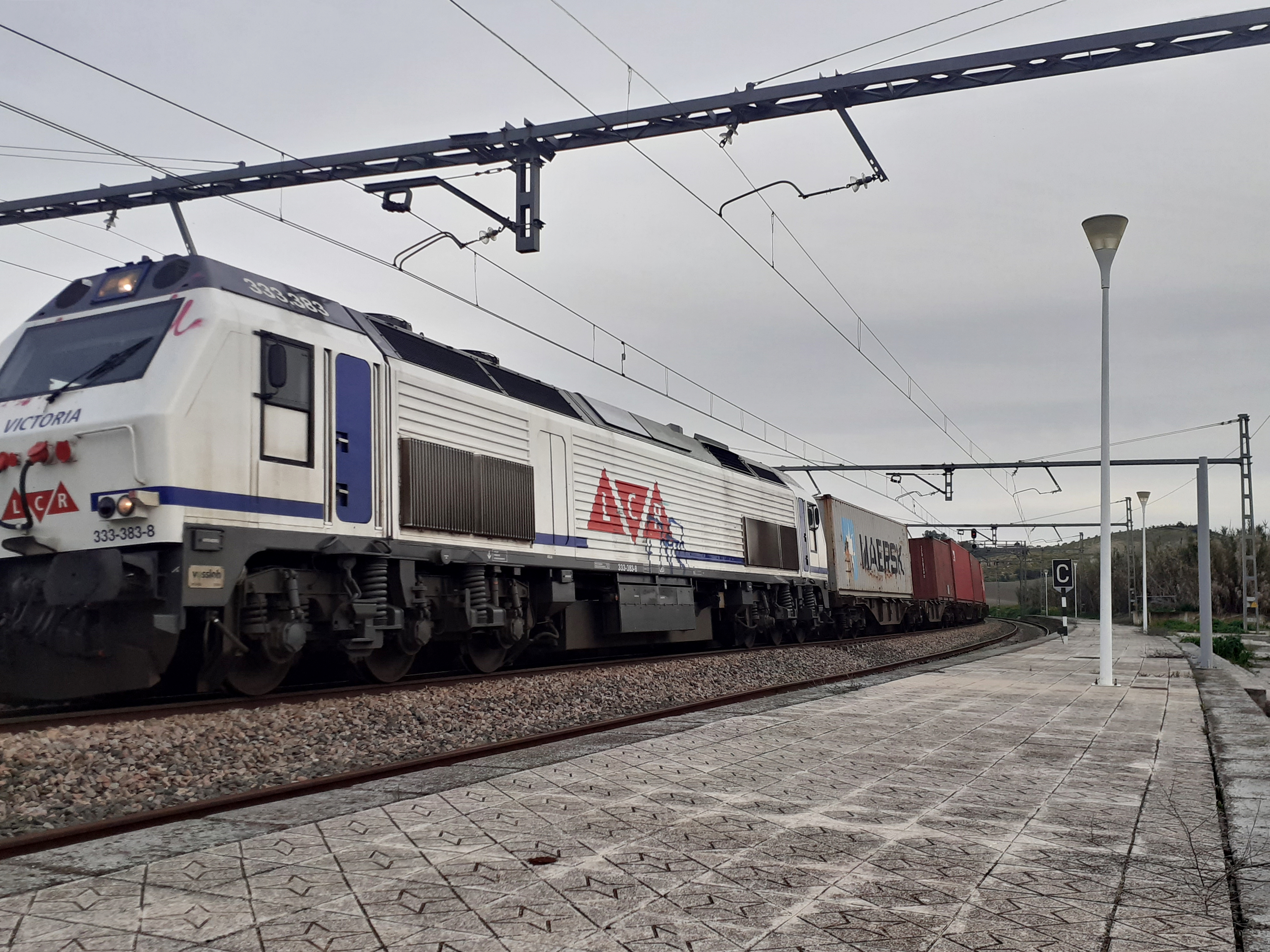
Locomotora de Low Cost Rail traccionando un tren de mercancías, en la estación de Montemayor.

En marzo de 2017 iniciaron las operaciones con material alquilado a la filial de Renfe Operadora denominada Renfe Alquiler, en concreto con locomotoras de la serie 333.3. Desde entonces, el número de locomotoras alquiladas pertenecientes a esta serie ha ido aumentando desde las 2 iniciales hasta 5 que mantiene en 2019, pasando por diferentes picos de actividad que le han llevado a fluctuar el número de locomotoras arrendadas.
En octubre de 2018 Renfe Operadora realizó una subasta de material rodante excedente, adjudicándose Low Cost Rail varias locomotoras de la serie 269, pasando a constituir el primer lote de locomotoras en propiedad de la empresa. Se espera que tras la puesta a punto necesaria, lleguen a estar operativas 12 locomotoras de esta serie, incrementando sustancialmente la flota de la compañía.
En la actualidad, y hasta que la puesta en servicio de las locomotoras adquiridas de la serie 269, el parque motor de Low Cost Rail está compuesto por las siguientes series:
- Serie 333.3, con 5 locomotoras arrendadas a Renfe Alquiler.
- Serie 253, con 3 locomotoras arrendadas a Renfe Alquiler.
- Serie 269, con dos parejas tándem 269.850 arrendadas a Raxell Rail. Y 4 locomotoras en propiedad.
- Stadler Euro 6000, con las unidades 256.220, 256.221 y 256.222.
- Stadler Euro 4001 con la unidad 337.009, propiedad de Alpha Trains.